# La Semaine des spectacles
 (juillet 2013).
Si vous disposez d'ouvrages ou d'articles de référence ou si vous connaissez des sites web de qualité traitant du thème abordé ici, merci de compléter l'article en donnant les références utiles à sa vérifiabilité et en les liant à la section « Notes et références ».
La Semaine des spectacles et des loisirs était un magazine hebdomadaire culturel couvrant la région Provence-Alpes-Côte d'Azur et plus particulièrement Monaco, les Alpes-Maritimes ainsi que le Var. 
Le magazine (100 pages) est constitué de nombreuses rubriques telles que des articles rédactionnels sur l'actualité culturelle, l'actu cinéma, les horaires, le box Office, les sorties et critiques de film, une rubrique "Spectacles" annonçant la programmation des Théâtres, salles de Concerts... ville par Ville, également des rubriques "Expos et Musées", "Loisirs et évènements", "Nightlife". 
Aussi, on retrouve une actualité gourmande, chaque semaine la découverte d'une table de la région ainsi qu'une sélection de bonnes adresses dans la rubrique "restaurants".  
Des suppléments gratuits étaient édités et encartés dans le magazine à l'occasion d'évènements comme : la Saint Valentin, le Grand Prix de Monaco et Festival de Cannes, le Spécial été, la rentrée culturelle & les fêtes de fin d'année.

## Historique
Crée le 11 mai 1972 par Claude Loufrani, il adopte dès le départ le format 138x210, assez proche de celui de Pariscope et bénéficie de signatures telles que celle de Michel Desforges, alors rédacteur en chef. En août 2007, le magazine est racheté par Jean-Daniel Malatesta et se transforme, passant notamment à la couleur et développant des partenariats en particulier avec la station de radio France Bleu Azur. Après un premier rachat en avril 2012, il est repris en juin 2012. En janvier 2014, la parution s'arrête.